# Jan van den Hoecke
Jan van den Hoecke ou van Hoek, van Hoeck, Vanhoek né à Anvers le 4 août 1611 et mort dans la même ville en 1651 est un peintre baroque flamand.

## Biographie
Né à Anvers le 4 août 1611, Jan van den Hoecke est apprenti chez son père, le peintre Gaspar van den Hoecke (en) (1595–1648). Il travaille ensuite dans l'atelier de Pierre Paul Rubens. Son frère Robert van den Hoecke (1622–1668) est peintre aussi.
Avec son père, ils se rendent célèbre par les décorations qu'ils réalisent en 1635 pour l'arc de triomphe élevé à Anvers en l'honneur de Ferdinand III, où Jan fut chargé des représentations monumentales (Entrée triomphale du cardinal-prince Ferdinand d'Espagne, Florence, galerie des Offices). Rubens fut concepteur de l'esquisse.
En 1638, sa présence est attestée à Rome, où il se fait bientôt remarquer et noua des relations amicales avec le collectionneur Cassiano dal Pozzo. Il y resta jusqu'en 1644 l'année où il devint membre de la confrérie des virtuoses du Panthéon. Il est appelé à la cour de Vienne par Ferdinand III : il y reste dix ans avant de revenir dans sa patrie.
De retour en Flandres en 1647, il entre au service de l'archiduc Léopold Guillaume, exécutant pour lui de nombreux sujets allégoriques et religieux, où l'influence de Rubens est sensible.

## Œuvre
Certaines des œuvres de Jan van den Hoecke révèlent l'influence de Pierre Paul Rubens et d'Antoine van Dyck (Hercule entre le Vice et la Vertu, Florence, galerie des Offices). Le Triomphe de David (Fort Worth, musée d'Art Kimbell), longtemps donné pour être de Rubens, lui est maintenant attribué.
- La Libéralité du roi (attribution), vers 1635, huile sur toile, 284 × 145 cm, palais des Beaux-Arts de Lille[2].
- L'Amour vainqueur (avec Paul de Vos), années 1640, huile sur toile, 152 × 193 cm, Vienne, musée d'Histoire de l'art[3].
- Allégorie de l'archiduc Léopold Guillaume (1614-1662), vers 1650, huile sur toile, 51 × 70 cm, Vienne, musée d'Histoire de l'art[4].
- Hercule entre le Vice et la Vertu, huile sur toile, 145 × 194 cm, Florence, galerie des Offices[1].
- Sibylle Agrippina, vers 1630, huile sur toile, 106,5 × 80 cm, Düsseldorf, Museum Kunstpalast.

Œuvres de Jan van den Hoecke
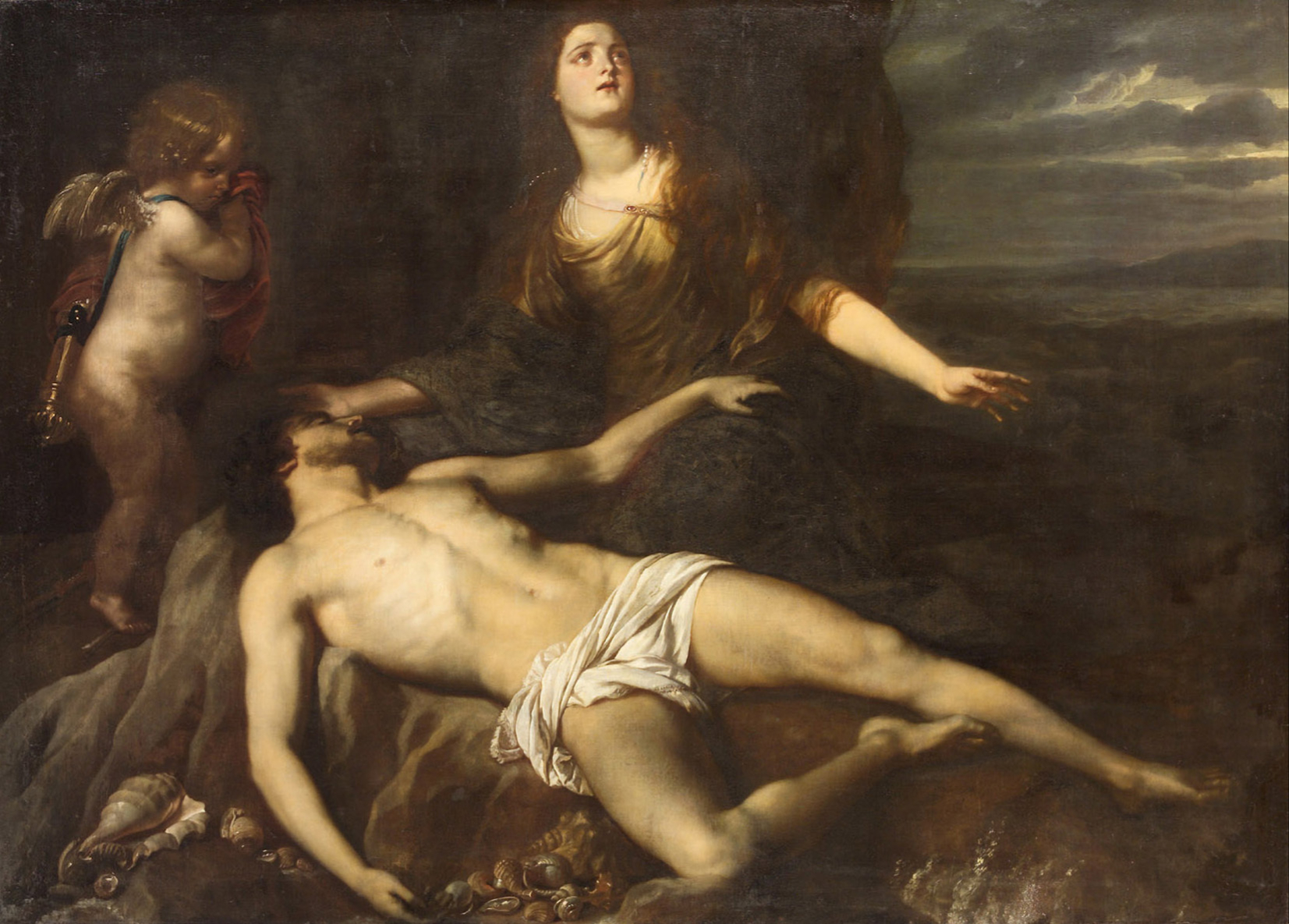
Héro déplorant la mort de Léandre, entre 1635 et 1637, musée d'Histoire de l'art de Vienne.
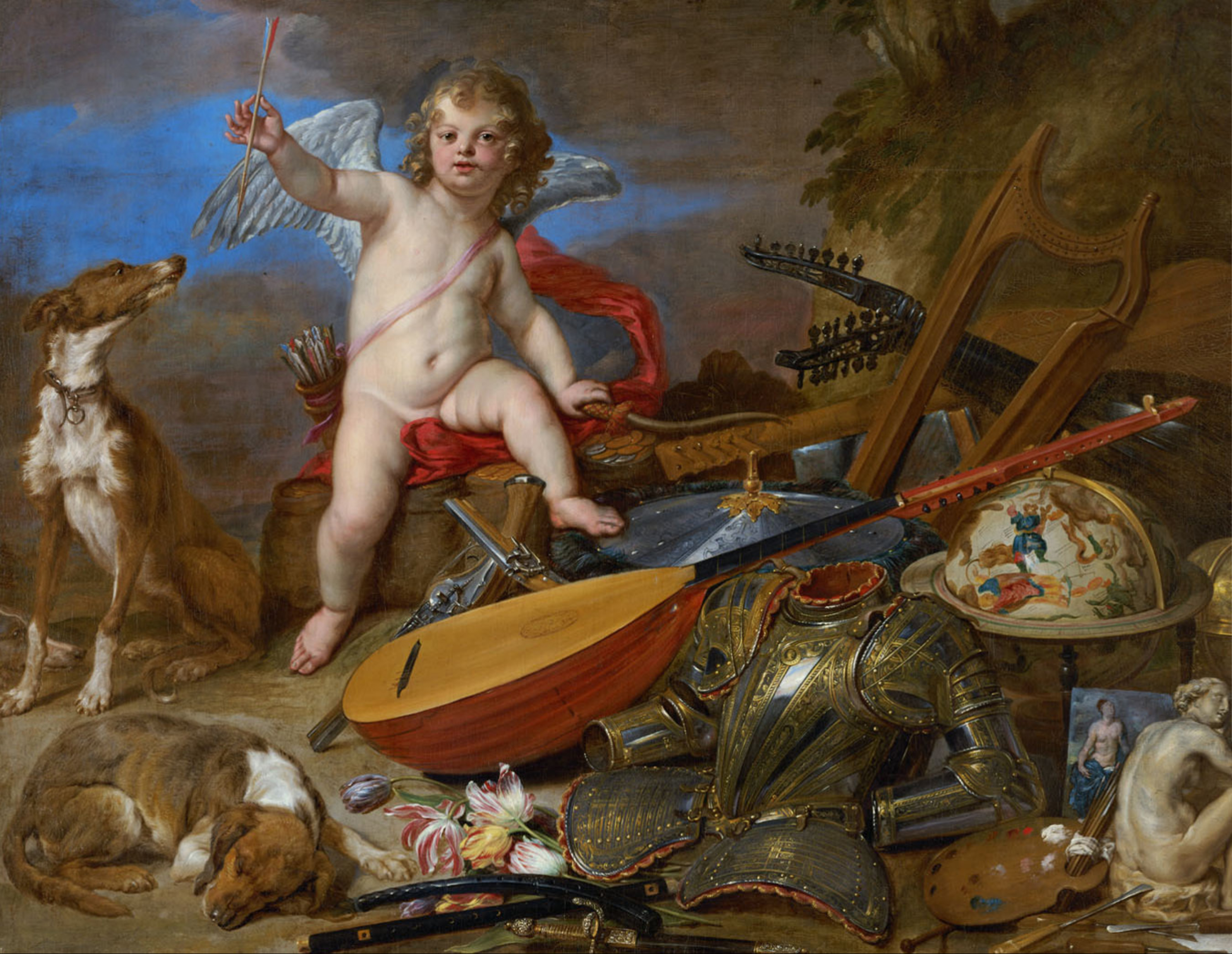
Amour vainqueur (avec Paul de Vos), années 1640, Vienne, musée d'Histoire de l'art.
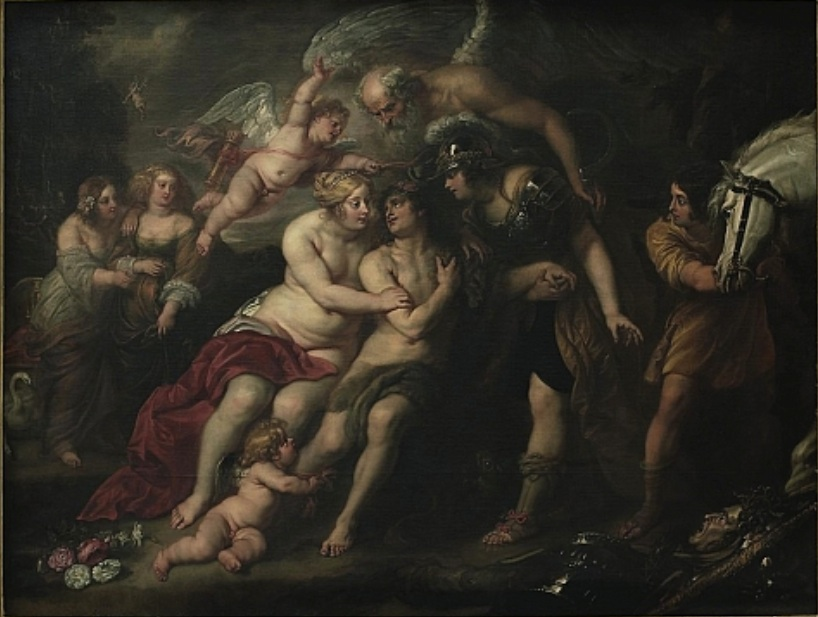
Hercule entre le Vice et la Vertu, vers 1650, Florence, galerie des Offices.
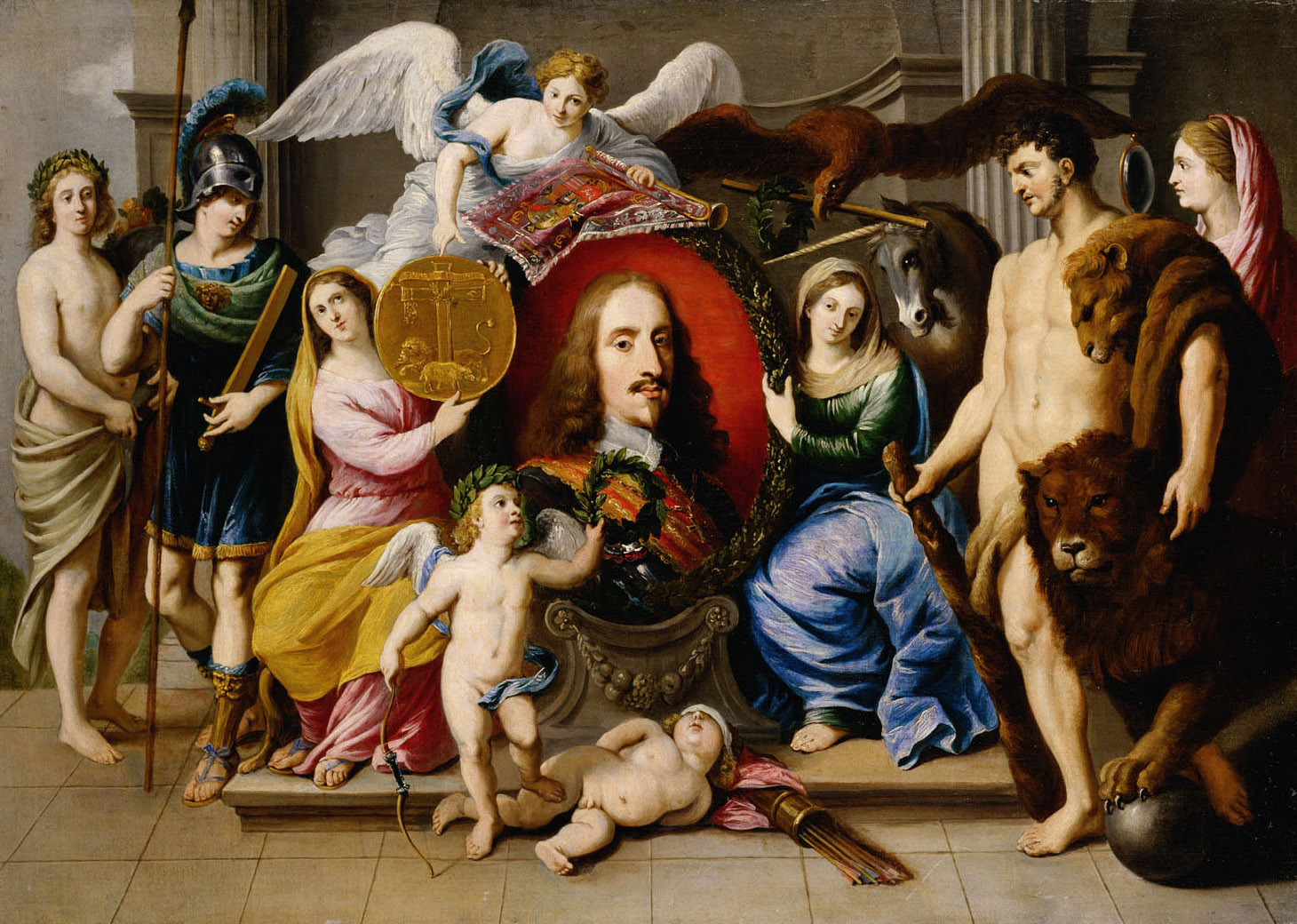
Allégorie pour Leopold Wilhelm, vers 1650, Vienne, musée d'Histoire de l'art.
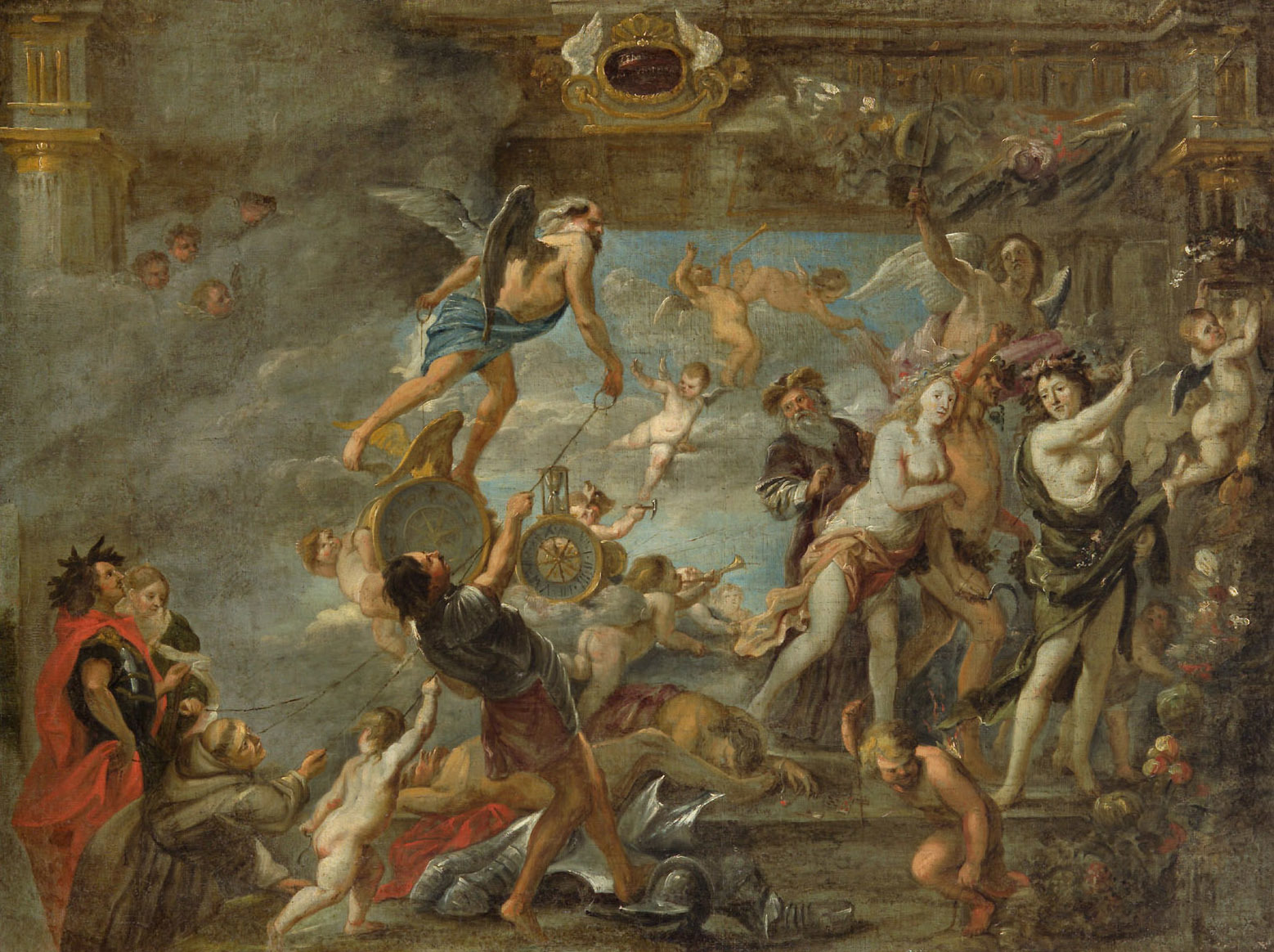
Le Triomphe du Temps, musée d'Histoire de l'art de Vienne.
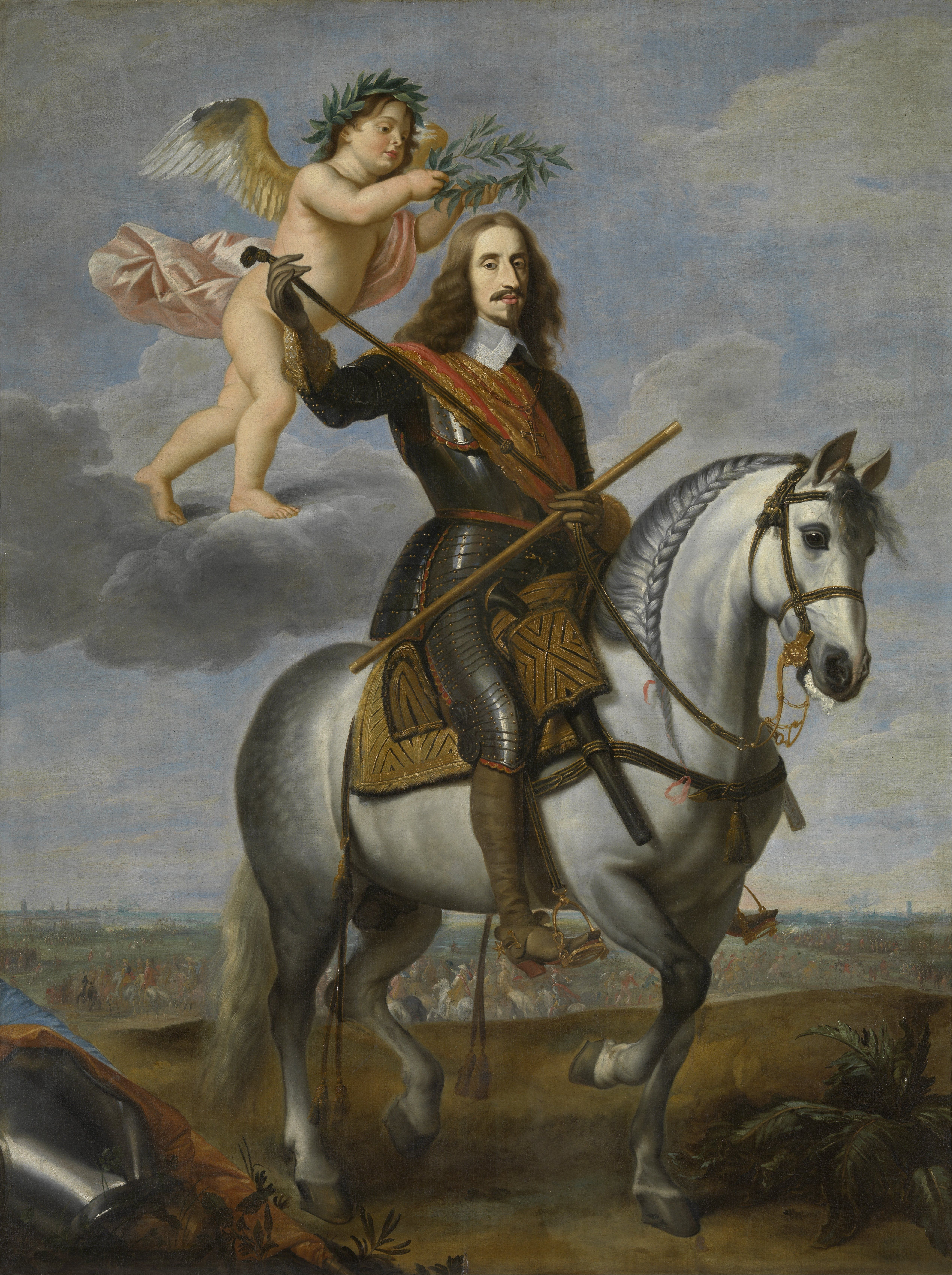
Portrait équestre de l'archiduc Léopold Wilhelm, Bruges, musée Groeninge.